# VPS25
VPS25‏ (Vacuolar protein sorting 25 homolog) هوَ بروتين يُشَفر بواسطة جين VPS25 في الإنسان.